# Грауэрман, Анатолий Семёнович
Анатолий Семёнович Грауэрман (1907—1979) — советский военный инженер, конструктор артиллерийских вооружений, лауреат Сталинской премии.

## Биография
В 1940 году утверждён в учёном звании доцента.
Во время войны — инженер-конструктор Центрального артиллерийского КБ Наркомата вооружений СССР.
С 1945 года инженер-конструктор Морского Артиллерийского Центрального конструкторского бюро (МАЦКБ) (в 1948 г. переименовано в ЦКБ-34, в 1966 в Конструкторское бюро специального машиностроения, КБСМ).
В 1945—1946 годах член Специальной технической комиссии по изучению реактивного вооружения Германии, подполковник.
В 1948—1953 годах главный конструктор.
Умер в 1979 году в Ленинграде, похоронен на Преображенском кладбище.
Брат — Лев Семёнович Грауэрман, руководитель КБ корабельных вооружений.

## Награды и премии
- Сталинская премия 1946 года — за создание нового образца артиллерийского вооружения (корабельные орудийные башни);[2]
- 2 ордена Красной Звезды (18.11.1944; 28.07.1947)[3];
- Медали.